# 滇缅铁路

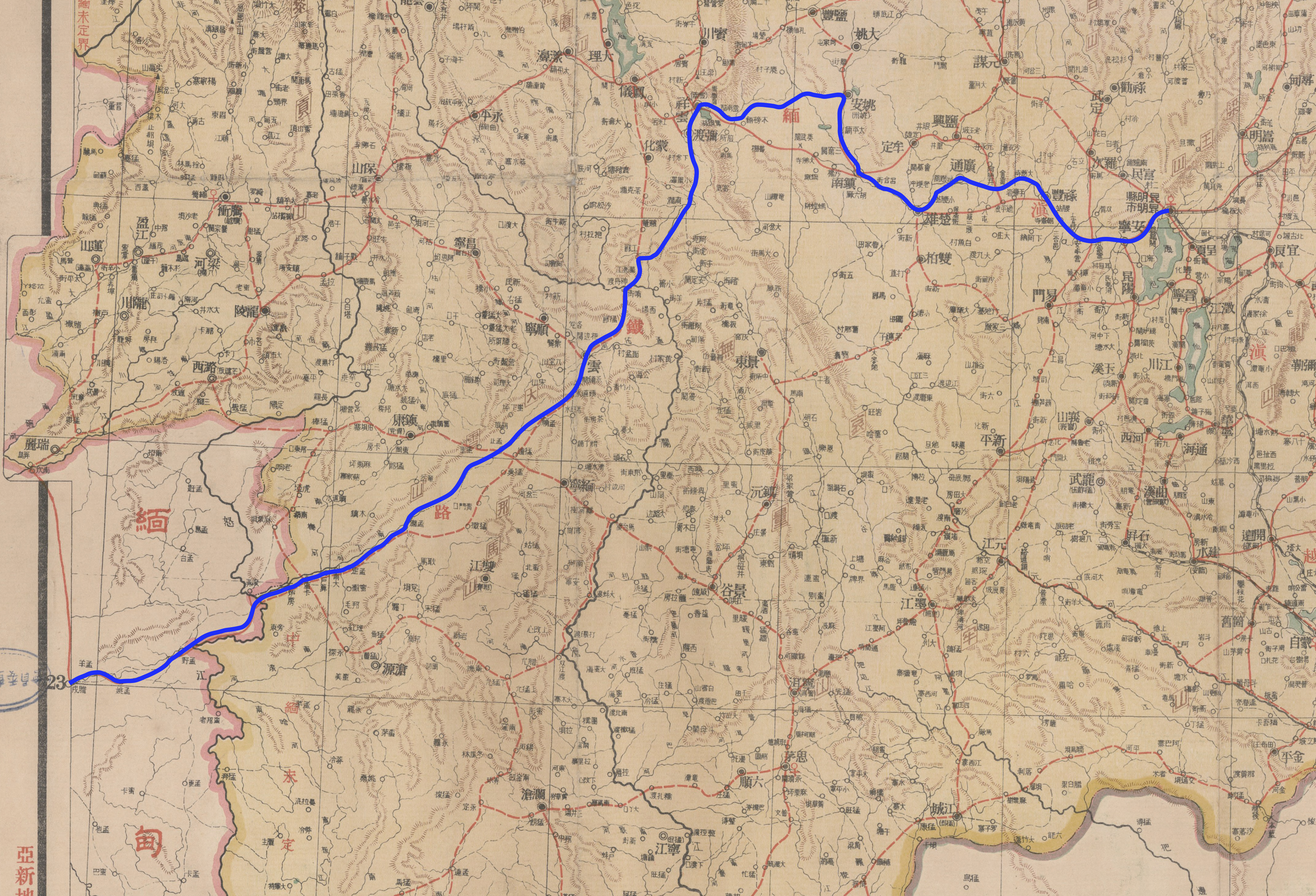
滇缅铁路线路图（蓝线），基于1939年亚新地学社《云贵两省明细地图》

滇缅铁路，是指連接緬甸與中國雲南的未完成鐵路計畫。

## 历史
抗战初期，为打通中国西南部的国际运输通道，1938年秋中、英、美三方会商，由美国贷款7,000万美元，中、英两国各在滇、缅境内分段修筑滇缅铁路。铁路全长950公里，其中中国境内860公里，起点在今昆明北站（当时称为昆明总站），经安宁、一平浪、禄丰、广通、楚雄、姚安、祥云、弥渡、南涧、云县、耿马等县，至中缅边界术达；终点为缅甸的腊戌。1938年12月动工。以祥云县的清华洞分界，东段长410公里，西段长470公里，軌寬採用米轨。
1940年英国與日本签订了《封闭滇缅公路协定》，导致滇缅铁路的材料来源被截断，滇缅铁路东段施工放慢、西段则完全停工。1941年美国总统罗斯福根据《租借法案》拨付1,800万美元，滇缅铁路得以再度开工。
1941年6月，「滇缅铁路工程局」升格为「交通部滇缅铁路督办公署」。1942年春中国远征军入缅作战，滇缅铁路东段从昆明穿越了七条隧道铺轨到一平浪、西段470公里的铁路土石方也基本完成。
日军在1942年3月8日占领了仰光，又于4月8日攻占缅甸掸邦首府腊戍，大批筑路物资落入日军。5月10日腾冲沦陷，5月12日蒋介石甫下达炸路命令，“以免资敌”，滇缅铁路西段已修好的桥梁与路基被炸毁。

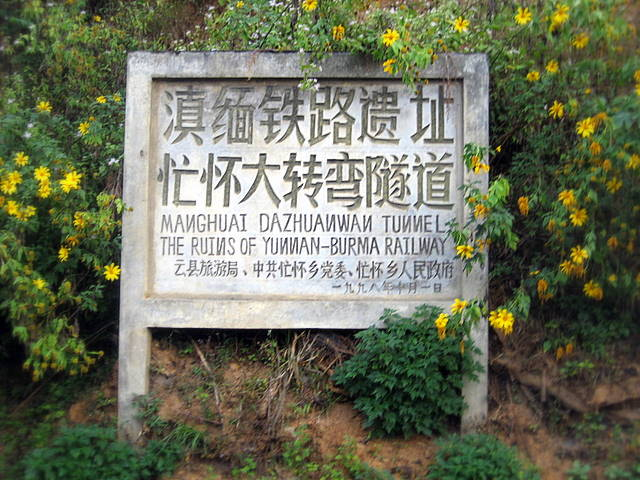
滇缅铁路遗址忙怀大转弯隧道，位于云县，临沧市文物保护单位

滇缅铁路现仅遗存昆明北站至石咀的12.4公里线路昆石线，但在2017年12月13日，为了配合昆明地铁4号线施工，部分昆石铁路路段被拆除，导致现在滇缅铁路仅剩下部分残段。

## 后续发展
新中缅铁路是泛亚铁路东南亚段的一部分，正在加紧施工中。